# Parc quasi national de Yatsugatake-Chūshin Kōgen
Le parc quasi national de Yatsugatake-Chūshin Kōgen (八ヶ岳中信高原国定公園, Yatsugatake-Chūshin Kōgen Kokutei kōen) est un parc quasi national situé dans les préfectures de Nagano et de Yamanashi au Japon. Créé le 1er juin 1964, il s'étend sur 398,57 km2.